# Bractwa bartne
Bractwa bartne
Od czasów średniowiecznych bartnicy z terenów polskich zrzeszali się w specjalnych cechach – bractwach bartnych. Ponieważ do XVI wieku bartnictwo należało do regaliów, bractwa te posiadały osobne prawa i specyficzne przywileje i zrzeszały tak chłopów, mieszczan, jak i nawet szlachtę.

## Kodeksy bartne
Ich działalność znamy z zachowanych nowożytnych kodeksów bartnych.
Na Pomorzu (Prusy Królewskie) w okresie nowożytnym bractwa bartne posługiwały się najczęściej kodeksem bartnym opracowanym na początku XVII wieku w starostwie tucholskim. Obowiązywał on do I rozbioru (z drobnymi lokalnymi zmianami) w sąsiednich starostwach: świeckim i człuchowskim, na ziemi bytowskiej (gdzie dotarł prawdopodobnie w latach 1637-1657, gdy należała ona do Rzeczypospolitej), a także w prywatnych dobrach gemelskich (dzisiejsze Jemielno w starostwie człuchowskim).

## Zasady funkcjonowania bractwa
Każde bractwo zrzeszało zaprzysiężonych bartników działających w jednym kompleksie leśnym. Zazwyczaj określano go mianem uroczyska, natomiast w Prusach Królewskich stosowano określenie barć (nie mylić z barcią – pojedynczym pniem). W ramach uroczyska każdy bartnik gospodarował w swoim „borze bartnym”, gdzie znajdywało się od kilku do kilkudziesięciu obsadzonych pszczołami pni (dzieni). Zazwyczaj kodeksy nakazywały, by każdy bartnik co roku wyrabiał od 6 do 12 nowych pni.
Bór bartny konkretnemu bartnikowi nadawało całe bractwa na corocznej „schadzce” zebraniu wszystkich członków bractwa. Oprócz bartników należeli do niego także ich pomocnicy – zaprzysiężeni „współbracia”. Każdy bartnik mógł w swoim borze zatrudniać jednego „współbrata”.
W trakcie „schadzki” wybierano starostę bractwa oraz (na Pomorzu) czterech ławników. By zostać pełnoprawnym członkiem bractwa, należało złożyć specjalną przysięgę. Oprócz obietnicy dobrego gospodarowania deklarowano przestrzeganie praw właścicielskich (czyli króla lub szlachcica) oraz unikanie i zgłaszanie wszelkich szkód zaistniałych w swoim borze i jego sąsiedztwie. W przypadku śmierci jednego z bartników bractwo na jego miejsce wybierało innego gospodarza danego boru.

## Gospodarka bractwa
W Borach Tucholskich w XVI–XVIII wieku funkcjonowało kilkadziesiąt bractw. Zdecydowana większość z nich działała w lasach królewskich, będących w zarządzie poszczególnych starostów. W myśl zasad kodeksu bartnego, członkowie tamtejszych bractw byli zobowiązani także do pilnowania lasów, tworząc pierwszą administrację leśną. Zazwyczaj każdy z bartników był zobowiązany do oddania corocznie jednej pokowy miodu (przyjmuje się, że to zazwyczaj około 16 litrów). Dobrze gospodarujący bartnik natomiast mógł na własne potrzeby wyrobić całą beczkę (3 pokowy) miodu, której cena w XVII wieku kształtowała się w Prusach Królewskich w granicach 20-40 florenów.
Jednak zniszczenia związane z wojnami szwedzkimi nadwyrężyły gospodarkę bartną. By ja podtrzymać, starostowie człuchowscy i tucholscy nadali na początku XVIII wieku osobne grunty rolne każdemu bractwu. Jednak z biegiem czasu dla większości bartników pszczelarstwo leśne stawało się zajęciem dodatkowym. Mimo to w okolicach Drzycimia i Osieka bractwa bartne funkcjonowały jeszcze na przełomie XVIII i XIX wieku.

## Literatura
- E. Ferenc-Szydełko: Organizacja i funkcjonowanie bartnictwa w Polsce. Warszawa: 1995. Brak numerów stron w książce
- K. Górski: Mało znany pomnik prawa bartnego pomorskiego, „Rocznik Gdański”, r. 7-8. 1933-1934. Brak numerów stron w książce
- M. Kargul: Miód prosto z drzewa. [dostęp 2009-07-06].
- G Labuda: Nieznany pomnik prawa bartnego, „Rocznik Gdański”, r. XIV. 1955. Brak numerów stron w książce